# Sekwenty Gentzena
Sekwenty Gentzena – jeden z najprostszych sposobów automatycznego dowodzenia twierdzeń rachunku zdań. Został opracowany przez Gerharda Gentzena w 1934 roku. Znany jest również pod nazwą system LK od niemieckiej nazwy Logischer Kalkül. Jest to jednocześnie jedna z formalizacji rachunku predykatów.
Każdy sekwent składa się ze zbioru {ai} poprzedników i zbioru {bj} następników, połączonych zależnością (którą mamy udowodnić) – jeśli wszystkie ai są prawdziwe, to któreś z bi jest prawdziwe.
Dowodzenie zaczyna się od jednego sekwentu z pustym zbiorem poprzedników i zbiorem następników składających się z twierdzenia, które zamierzamy udowodnić.
Wykonujemy następujące kroki:
- złożone zależności, takie jak implikacja, równoważność itd. zastępujemy alternatywami, koniunkcjami i negacjami;
- następnik będący alternatywą (M ∨ N) zastępujemy dwoma następnikami: M, N;
- poprzednik będący koniunkcją (M ∧ N) zastępujemy dwoma poprzednikami: M, N;
- następnik będący negacją (¬ M) zastępujemy poprzednikiem bez negacji: M;
- poprzednik będący negacją (¬ M) zastępujemy następnikiem bez negacji: M;
- jeśli kilka następników jest identycznych można zachować tylko jeden z nich;
- jeśli kilka poprzedników jest identycznych można zachować tylko jeden z nich;
- jeśli następnik jest koniunkcją (M ∧ N) zamieniamy sekwent na dwa, o tych samych poprzednikach, i następniku (M ∧ N) zastąpionym odpowiednio przez M i N;
- analogicznie, jeśli poprzednik jest alternatywą (M ∨ N) zamieniamy sekwent na dwa, o tych samych następnikach, i poprzedniku (M ∨ N) zastąpionym odpowiednio przez M i N;
- jeśli wszystkie następniki i poprzedniki sekwentu są zmiennymi zdaniowymi i żadna z nich nie występuje jednocześnie w następniku i poprzedniku, twierdzenie jest fałszywe;
- jeśli wszystkie następniki i poprzedniki sekwentu są zmiennymi zdaniowymi i chociaż jedna z nich występuje jednocześnie w następniku i poprzedniku, sekwent jest poprawny i przystępujemy do analizy kolejnego sekwentu; jeśli był to już ostatni sekwent twierdzenie jest prawdziwe.

Przykład działania:
- {}, {p ∨ ¬ p} – rozbijamy alternatywę w następniku
- {}, {p, ¬ p} – przenosimy negację na drugą stronę
- {p}, {p} – zmienna p się powtarza
- prawda

W logice pierwszego rzędu można pokazać zupełność i poprawność systemu Gentzena.